# TNFSF4
TNFSF4 (англ. TNF superfamily member 4) – білок, який кодується однойменним геном, розташованим у людей на 1-й хромосомі. Довжина поліпептидного ланцюга білка становить 183 амінокислот, а молекулярна маса — 21 050.
| 10         |  | 20         |  | 30         |  | 40         |  | 50         |
| ---------- |  | ---------- |  | ---------- |  | ---------- |  | ---------- |
| MERVQPLEEN |  | VGNAARPRFE |  | RNKLLLVASV |  | IQGLGLLLCF |  | TYICLHFSAL |
| QVSHRYPRIQ |  | SIKVQFTEYK |  | KEKGFILTSQ |  | KEDEIMKVQN |  | NSVIINCDGF |
| YLISLKGYFS |  | QEVNISLHYQ |  | KDEEPLFQLK |  | KVRSVNSLMV |  | ASLTYKDKVY |
| LNVTTDNTSL |  | DDFHVNGGEL |  | ILIHQNPGEF |  | CVL        |  |            |

A: Аланін

C: Цистеїн

D: Аспарагінова кислота

E: Глутамінова кислота

F: Фенілаланін

G: Гліцин

H: Гістидин

I: Ізолейцин

K: Лізин

L: Лейцин

M: Метіонін

N: Аспарагін

P: Пролін

Q: Глутамін

R: Аргінін

S: Серин

T: Треонін

V: Валін

Кодований геном білок за функцією належить до цитокінів. 
Задіяний у такому біологічному процесі, як альтернативний сплайсинг. 
Локалізований у мембрані.